# Selección de balonmano de Austria
La Selección de balonmano de Austria está formada por los jugadores de nacionalidad austríaca y que se encuentran en la Federación Austriaca de Balonmano.

## Palmarés
| Competición        | Medalla de oro | Medalla de plata | Medalla de bronce |
| ------------------ | -------------- | ---------------- | ----------------- |
| Juegos Olímpicos   |                | 1936             |                   |
| Campeonato Mundial |                | 1938             |                   |
| Campeonato Europeo |                |                  |                   |

### Juegos Olímpicos
| - 1936 - Medalla de plata - 1972 - No participó - 1976 - No participó - 1980 - No participó - 1984 - No participó | - 1988 - No participó - 1992 - No participó - 1996 - No participó - 2000 - No participó - 2004 - No participó | - 2008 - No participó - 2012 - No participó - 2016 - No participó - 2020 - No participó |

### Campeonatos del Mundo
| - 1938 - Subcampeona - 1954 - No participó - 1958 - 9.ª plaza - 1961 - No participó - 1964 - No participó - 1967 - No participó - 1970 - No participó - 1974 - No participó - 1978 - No participó - 1982 - No participó | - 1986 - No participó - 1990 - No participó - 1993 - 14.ª plaza - 1995 - No participó - 1997 - No participó - 1999 - No participó - 2001 - No participó - 2003 - No participó - 2005 - No participó - 2007 - No participó | - 2009 - No participó - 2011 - 18.ª plaza - 2013 - No participó - 2015 - 13.ª plaza - 2017 - No participó - 2019 - 19.ª plaza - 2021 - 26ª plaza - 2023 - No participó |

### Campeonatos de Europa
| - 1994 - No participó - 1996 - No participó - 1998 - No participó - 2000 - No participó - 2002 - No participó - 2004 - No participó | - 2006 - No participó - 2008 - No participó - 2010 - 9.ª plaza - 2012 - No participó - 2014 - 11.ª plaza - 2016 - No participó | - 2018 - 15.ª plaza - 2020 - 8.ª plaza - 2022 - 20.ª plaza - 2024 - 8.ª plaza |

## Jugadores

### Última convocatoria
Jugadores convocados por el seleccionador Aleš Pajovič para el Campeonato Europeo de Balonmano Masculino de 2024:
| Dorsal | Posición          | Nombre              | Edad | Altura (m) | Peso (kg) | Partidos | Goles | Club                  |
| ------ | ----------------- | ------------------- | ---- | ---------- | --------- | -------- | ----- | --------------------- |
| 6      | Lateral izquierdo | Markus Mahr         | 23   | 1.89       | 94        | 6        | 5     | A1 Bregenz            |
| 7      | Lateral derecho   | Janko Božović       | 38   | 1.80       | 104       | 180      | 502   | Al-Sulaibikhat SC     |
| 20     | Extremo izquierdo | Sebastian Frimmel   | 28   | 1.90       | 90        | 98       | 323   | SC Pick Szeged        |
| 23     | Lateral izquierdo | Nemanja Beloš       | 29   | 1.92       | 94        | 3        | 0     | HSG Graz              |
| 26     | Pivote            | Lukas Herburger     | 29   | 1.97       | 97        | 65       | 53    | Kadetten Schaffhausen |
| 28     | Extremo derecho   | Robert Weber        | 38   | 1.79       | 80        | 216      | 945   | HSG Bärnbach/Köflach  |
| 29     | Pivote            | Lukas Schwighofer   | 31   | 1.91       | 102       | 11       | 4     | HSG Graz              |
| 30     | Lateral derecho   | Boris Zivkovic      | 31   | 1.95       | 90        | 63       | 128   | KS Azoty-Puławy       |
| 34     | Lateral izquierdo | Moritz Mittendorfer | 27   | 1.93       | 100       | 18       | 10    | UHK Krems             |
| 39     | Portero           | Ralf Patrick Häusle | 29   | 1.89       | 83        | 16       | 0     | A1 Bregenz            |
| 40     | Portero           | Thomas Eichberger   | 30   | 1.95       | 105       | 34       | 2     | UHK Krems             |
| 45     | Extremo izquierdo | Eric Damböck        | 24   | 1.81       | 81        | 27       | 29    | HB Fivers Margareten  |
| 53     | Lateral izquierdo | Mykola Bilyk        | 27   | 1.98       | 102       | 98       | 435   | THW Kiel              |
| 55     | Pivote            | Tobias Wagner       | 28   | 1.98       | 125       | 93       | 234   | A1 Bregenz            |
| 57     | Extremo derecho   | Jakob Nigg          | 20   | 1.84       | 81        | 6        | 7     | HB Fivers Margareten  |
| 66     | Lateral derecho   | Elias Kofler        | 23   | 1.87       | 85        | 17       | 7     | 1 VfL Potsdam         |
| 72     | Lateral derecho   | Lukas Hutecek       | 23   | 1.89       | 101       | 42       | 146   | TBV Lemgo             |
| 97     | Lateral izquierdo | Michael Miskovez    | 26   | 1.97       | 92        | 20       | 4     | Handball Tirol        |
| 98     | Portero           | Constantin Möstl    | 23   | 1.86       | 83        | 17       | 0     | Alpla HC Hard         |